# 久世村 (大阪府)
久世村（くぜむら）は、かつて大阪府にあった村。大半が現在の堺市中区の一部にあたるが、和田、和田東および泉北ニュータウン地区（主に宮山台）は南区の一部となる。
村名は、江戸時代に関宿藩領であったことから、関宿藩主久世氏よりとられた。また、和泉木綿の綿の産地として知られた。

## 歴史
- 1880年（明治13年）、大鳥郡伏尾新田が伏尾村に改称。
- 1882年（明治15年）、大鳥郡東村[1]が八田村に改称。
- 1883年（明治16年）、大鳥郡楢葉向山新田を楢葉新田と向山新田に分離し、向山新田を小坂村に編入。
- 1889年（明治22年）4月1日、大鳥郡小坂村、八田村、平井村、伏尾村、和田村、東山新田、楢葉新田が合併して大鳥郡久世村が誕生。大字小坂に村役場を設置。
- 1896年（明治29年）4月1日、泉北郡が成立。
- 1955年（昭和30年）4月1日、泉北郡西陶器村、東陶器村、上神谷村と合併して、泉北郡泉ヶ丘町となる。

## 久世村出身の有名人
- 鈴木貫太郎 - 海軍大将、第42代内閣総理大臣。